# Malabaila porphyrodiscus
Malabaila porphyrodiscus är en flockblommig växtart som beskrevs av Otto Stapf och Richard von Wettstein. Malabaila porphyrodiscus ingår i släktet Malabaila och familjen flockblommiga växter. Inga underarter finns listade i Catalogue of Life.